# Lijst van rivieren in de Seychellen
Dit is een lijst van rivieren in de Seychellen. De rivieren zijn kloksgewijs geordend, beginnend in het noorden.

## Mahé
Op Mahé, het grootste eiland van de Seychellen, kunnen de stroomgebieden van de volgende rivieren worden onderscheiden.
- Anse Etoile
- Ronchon
- Mamelles
- Cascade
- François
- Grand Bassin
- Du Cap
- Anse Royal
- Anse Forbans
- Rio Grande Police
- Intendance
- Baie Lazare
- Anse aux Poules Bleues
- Anse Louis
- Bon Espoir
- Caiman
- Dauban
- Seche
- Grand Anse
- Mare aux Cochons
- Major
- Grand Saint-Louis